# Hernani (ur. 1994)
Hernani Azevedo Júnior (ur. 27 marca 1994 w São Gonçalo do Sapucaí) – brazylijski piłkarz występujący na pozycji pomocnika we włoskim klubie Genoa. Wychowanek Athletico Paranaense, w trakcie swojej kariery grał także w takich zespołach, jak Joinville, Zenit Petersburg, Saint-Étienne oraz Parma. Młodzieżowy reprezentant Brazylii.